# Berkay Özcan
Berkay Özcan (* 15. Februar 1998 in Karlsruhe) ist ein deutsch-türkischer Fußballspieler, der seit 2020 bei Istanbul Başakşehir FK unter Vertrag steht und momentan an Çaykur Rizespor verliehen ist.

## Karriere

### Vereine
Özcan wechselte 2009 vom FC Südstern 06 zum Karlsruher SC, wo er zunächst häufiger in der Innenverteidigung spielte.
Danach schloss Özcan sich dem baden-württembergischen Rivalen VfB Stuttgart an. In der Saison 2014/15 wurde er mit den Schwaben in der U-17-Bundesliga Deutscher Vizemeister. Özcan verlängerte seine Vertragslaufzeit mit dem VfB Stuttgart am 6. November 2015 bis Juni 2019.
Am 8. August 2016 gab Özcan unter dem Trainer Jos Luhukay für die erste Mannschaft des VfB beim Ligaauftakt gegen den FC St. Pauli in der Startaufstellung sein Profidebüt. Im DFB-Pokal 2016/17 erzielte er am 20. August 2016 im Spiel gegen den FC 08 Homburg sein erstes Pflichtspieltor für den VfB Stuttgart. Er beendete seine erste Profisaison unter Luhukay und dessen Nachfolger Hannes Wolf nach 21 Zweitligaspielen und zwei Toren mit der Zweitligameisterschaft und dem direkten Wiederaufstieg seines Klubs.
Özcan unterschrieb beim VfB Stuttgart nach seinen ersten Spielen in der Bundesliga im Dezember 2017 einen neuen Vertrag ohne Ausstiegsklausel mit einer Laufzeit bis 2021. Beim 2:0-Sieg gegen Werder Bremen am 21. April 2018 (31. Spieltag) erzielte er für Stuttgart seinen ersten Bundesligatreffer. In der Saison 2017/18 kam Özcan unter Wolf und dessen Nachfolger Tayfun Korkut auf 17 Bundesligaeinsätze (ein Tor).
In der Hinrunde der Saison 2018/19 gehörte Özcan nicht zum Stammpersonal und kam unter Korkut und dessen Nachfolger Markus Weinzierl lediglich auf drei Einwechslungen.
Ende Januar 2019 wechselte Özcan zum Zweitligisten Hamburger SV. Er erhielt einen Vertrag bis zum 30. Juni 2023 und traf auf den Cheftrainer Hannes Wolf, unter dem er bereits in Stuttgart gespielt hatte. Bis zum Saisonende kam Özcan unter Wolf zu 15 Zweitligaeinsätzen (11-mal von Beginn), in denen er ein Tor erzielte. Zudem spielte er 2-mal im DFB-Pokal und traf im Achtelfinale gegen den 1. FC Nürnberg zum 1:0-Sieg. Mit dem 4. Platz verpasste der HSV den direkten Wiederaufstieg, was zur Beurlaubung von Wolf führte.
Nachdem Özcan unter dem neuen Cheftrainer Dieter Hecking an den ersten 5 Spieltagen der Saison 2019/20 nicht zum Einsatz gekommen war, wechselte er Anfang September bis zum Saisonende auf Leihbasis zum türkischen Erstligisten Istanbul Başakşehir FK. Anfang Juli 2020 erwarb der Tabellenführer der noch laufenden Saison schließlich die Transferrechte an Özcan, der einen neuen Vertrag bis zum 30. Juni 2024 unterschrieb. Daraufhin wurde er mit seiner Mannschaft türkischer Meister, wozu Özcan 19 Einsätze (4-mal von Beginn) ohne eigenen Torerfolg beisteuerte. In der folgenden UEFA Champions League 2020/21 kam er auf sechs Partien in der Gruppenphase, wo er jedoch vorzeitig ausschied. 
Nachdem er im Herbst 2024 vereinsintern suspendiert wurde, nahm ihn am 11. Februar 2025 Ligarivale Çaykur Rizespor leihweise bis zum Saisonende unter Vertrag.

### Nationalmannschaft
Berkay Özcan debütierte am 20. März 2013 für die deutsche U-15-Nationalmannschaft bei einem internationalen Turnier in Nordost-Italien gegen Schottland und erzielte dabei einen Treffer. Nach insgesamt fünf U-15-Länderspielen für Deutschland lief er jedoch im April 2014 beim Turnier von Montaigu erstmals für die türkische U-16-Nationalmannschaft auf. In der Eliterunde der Qualifikation zur U-19-Europameisterschaft 2016 schoss Özcan für die U-19-Nationalmannschaft der Türkei drei Tore. Am 1. September 2016 gab er in der Qualifikation zur U-21-Europameisterschaft 2017 gegen Zypern sein Debüt für die türkische U-21-Nationalmannschaft.
Für die A-Nationalmannschaft der Türkei kam Özcan am 1. Juni 2018 gegen Tunesien zu seinem Debüt und absolvierte in den folgenden vier Jahren sechs weitere Partien.

## Erfolge
- Türkischer Meister: 2020